# My Dark Place Alone
My Dark Place Alone è un singolo dei Murderdolls, pubblicato nel 2010 dalla Roadrunner Records.
La canzone è tratta dal loro secondo album Women and Children Last ed è stata accompagnata anche da un video.

## Tracce
1. My Dark Place Alone – 2:58

## Formazione
- Wednesday 13 - voce, chitarra, basso
- Joey Jordison - chitarra, batteria
- Roman Surman - chitarra